# Newhallský incident
Newhallský incident (Newhall, Santa Clarita, Los Angeles County), známý také jako Newhallský masakr byla krátká přestřelka o půlnoci z 5. dubna na 6. dubna 1970 mezi dvojicí bankovních lupičů (Jack Twinning a Bobby Davis) a dvěma páry příslušníků Kalifornské dálniční policie (CHP). Incident který během čtyř a půl minuty stál život čtyři zasahující policisty, zatímco oběma podezřelým se podařilo lehkými zraněními uniknout, je nejhorším v historii kalifornské policie. V důsledku této události změnila Kalifornská policie a další bezpečnostní sbory napříč USA výcvik policistů a jednání s podezřelými osobami.

## Průběh
Přibližně v 11:55 místního času, 5. dubna 1970 zastavili důstojníci dálniční hlídky kalifornské policie Walt Frago (23 let) a Roger Gore (23 let) notorické zločince Davise (27 let) a Twininga (35 let) jedoucí v červeném Pontiacu Grand Prix r. 1964. Davis, stejně tak jako jeho vozidlo, byl hledaný policií, jelikož krátce předtím málem způsobil dopravní nehodu nedovoleným odbočením. Následný spor s příslušníkem námořní pěchoty, chtěl Davis řešit zbraní, ale po oznámení, že nedaleko se nachází policie, místo opustil. Zúčastněný Ivory Jack Tidwell poté společně se svou manželkou zavolali policii, které uvedli přesný popis Davise i jeho vozidla. Policie následně začala prohledávat okolí.
Frago a Gore sledovali podezřelý Pontiac, který poté, co opustil dálnici, zastavili na parkovišti u přilehlé restaurace, zatímco jim na pomoc jeli James Pence (24) a George Alleyn (24 let). Policisté vyzvali posádku vozidla, aby vystoupila. Davis (na místě řidiče) uposlechl a vystoupil, načež ho Gore chtěl prohledat a Frago přistoupil k vozidlu z druhé strany s brokovnicí zapřenou o bok a mířící směrem vzhůru. Jak se Fago přibližoval k vozidlu, vyskočil Twining ze sedadla spolujezdce a zahájil palbu z revolveru S&W Model 28 na Fraga, který, aniž by stačil vystřelit, padl mrtev po zásahu dvěma projektily ráže .357 Magnum. Jeho kolega Gore služebním revolverem zahájil palbu na Twininga, přičemž ztratil kontrolu nad činností Davise, který vytáhl revolver S&W Model 49 ráže .38 Special a dvěma zásahy z bezprostřední vzdálenosti Gora zabil.
Necelou minutu poté na místo dorazili v dalšími vozu Pence a Alleyn, načež na ně Davis i Twinning zahájili palbu. Při této střelbě oběma došly v jejich revolverech náboje a tak se vrátili do vozidla pro další zbraně. Davis se ozbrojil upilovanou brokovnicí a Twining pistolí Colt M1911, která se mu po jednom výstřelu zasekla, a proto si z automobilu vzal další. Mezitím Alleyn vystřílel v krátkém sledu na Pontiac všechny náboje ze své brokovnice (Remington Model 870). Jedna z vypálených střel sice zasáhla Twininga do hlavy, ale neprorazila lebku, takže mohl Twining pokračoval v útoku. Poté, co Alleynovi došli náboje v brokovnici (střílel tak rychle, že přebil i nevystřelený náboj), opětoval palbu služebním revolverem ráže .357 Magnum, ale již nedosáhl žádného zásahu. Naproti tomu Davis se svou upilovanou brokovnicí zasáhl několika projektily Alleyna, kterého se bez úspěchu pokusil odtáhnout do bezpečí kolemjedoucí Gary Kness (31 let, bývalý příslušník námořní pěchoty). Mezitím Davis zahodil svou brokovnici a sebral policejní brokovnici patřící důstojníku Fragovi. Jelikož se ale zbraň zasekla, sebral Davis Fragův služební revolver. 
Poslední z policistů Pence zatím vystřílel na zločince všech šest nábojů, které ve svém služebním revolveru měl, aniž by některého z nich zasáhl. Naproti tomu Twining zasáhl Pence svou pistolí do hrudi a obou dolních končetin. Na zemi ležící postřelený Pence se marně snažil nabít revolver, což mu vzhledem k jeho stavu a absenci rychlonabíječe činilo potíže. Gary Kness sebral brokovnici ležící u těla důstojníka Alleyna a pokusil se vypálit na Davise, ale zbraň byla bez nábojů. Proto poté, co na něj Davis zahájil palbu, musel opětovat střelbou z Alleynova služebního revolveru. Fragment jedné z jeho střel zasáhl Davise do hrudi, ale nezpůsobil mu vážnější zranění. 
Zraněný důstojník Pence se stále snažil přebít svůj revolver a zatímco přebíjel všech šest nábojů, nevšiml si Twininga, který se mu dostal do týlu a popravil ho dvěma výstřely do hlavy. Kness nemající munici se v této pro něj bezvýchodné situaci rozhodl nalézt úkryt v nedalekém příkopu. Krátce poté dorazil na místo další policista ve svém voze a Davis s Twiningem na něj zahájili palbu a z místa činu unikli. 
Všichni policisté byli ženatí a dohromady měli sedm dětí.

### Dopadení pachatelů
Davis i Twining se při útěku rozdělili. Davis ozbrojený revolverem důstojníka Fraga byl zadržen o tři hodiny později, když se pokoušel ukrást vozidlo, přičemž následovala přestřelka s majitelem automobilu. Díky tomu byl policií na útěku z místa činu zadržen. Mezitím se Twining, ozbrojený revolverem důstojníka Pence a brokovnicí důstojníka Fraga, vloupal do domu, kde si vzal jednoho z obyvatel jako rukojmí. Poté, co byl dům obklíčen Losangeleskou policií, Twining rukojmího propustil a spáchal sebevraždu. 
Davis byl odsouzen k trestu smrti, který mu byl v roce 1973 snížen na doživotní vězení bez možnosti propuštění. V roce 2009 spáchal ve věznici s maximální ostrahou sebevraždu.

## Důsledky
Následky Newhallského incidentu, při kterém během pěti minut zemřeli v krátkém sledu čtyři policisté při střetu se dvěma pachateli, vedly ke změně výcviku a práce kalifornského policejního sboru a dalších policejních složek po celých Spojených státech. Některé faktory, které ovlivnily celou událost:
- Všichni zabití policisté neměli více než dva roky zkušeností v CHP.
- Žádný z policistů neměl neprůstřelnou vestu, která by tři ze čtyř policistů ochránila před smrtelným zraněním.
- Chybný přístup k podezřelým: Frago a Gore nepočkali na Alleyna a Pence, kteří dorazili během dvou minut, neměli tak jednoznačnou přesilu.
- Špatný výcvik, výzbroj a vybavení:
  - Policisté byli ozbrojeni revolvery ráže .357 Magnum, zatímco výcvik absolvovali s revolvery méně výkonné ráže .38 Special.
  - Fragův špatný úchop brokovnice a Alleynovo přebití nevystřeleného náboje.
  - Absence rychlonabíječů a (Pencova) snaha přebít všech šest nábojů v revolveru najednou.

Newhallský incident přispěl k tomu, že kalifornská policie byla první státní policií, která zavedla pro své důstojníky rychlonabíječe.
V roce 2008 byl blízký úsek dálnice Interstate 5 v Santa Claritě přejmenován na počest zavražděných policistů.